# مسجد اليوسفى
مسجد اليوسفى ، هو أحد المساجد التي انشئت في عصر الدولة العثمانية في مصر .

## وصفه
مسجد مربع الشكل يتكون من صحن مكشوف. تحيط به أربعة أروقة أكبرها رواق القبلة. ويتكون من أربعة صفوف من البوائك بكل منها ثمانية أعمدة تحمل عقودا مدببة من نوع العقود التي ظهرت في أواخر العصر الفاطمي والتي عرفت باسم العقود الفارسية. وبإيوان القبلة يوجد المحراب والمنبر ودكة المبلغ. وتوجد أمام المحراب قبة تشبه القباب الفاطمية.

## روابط خارجية
- آثار القاهرة الإسلامية نسخة محفوظة 31 مايو 2014 على موقع واي باك مشين.